# Musée automobile de Vendée
Le musée automobile de Vendée est un musée situé à Talmont-Saint-Hilaire, route des Sables-d'Olonne. Il présente une collection commencée en 1939 par Gaston Giron.

## Historique
Le Musée automobile de Vendée est né de la passion d'une famille pour la mécanique et l'automobile. La collection de véhicules (automobiles, cycles, motocycles et hippomobiles) a été commencée en 1939 et a permis de sauvegarder plus de 200 véhicules des années 1880 jusqu'à nos jours, y compris des prototypes du futur.

## Caractéristiques
160 véhicules de la collection sont présentés dans un hall de 3 300 m2, entièrement décoré par une importante collection d’affiches et panneaux publicitaires d’époque.
L'exposition se divise en 5 parties :

### Véhicules de 1885 à 1920

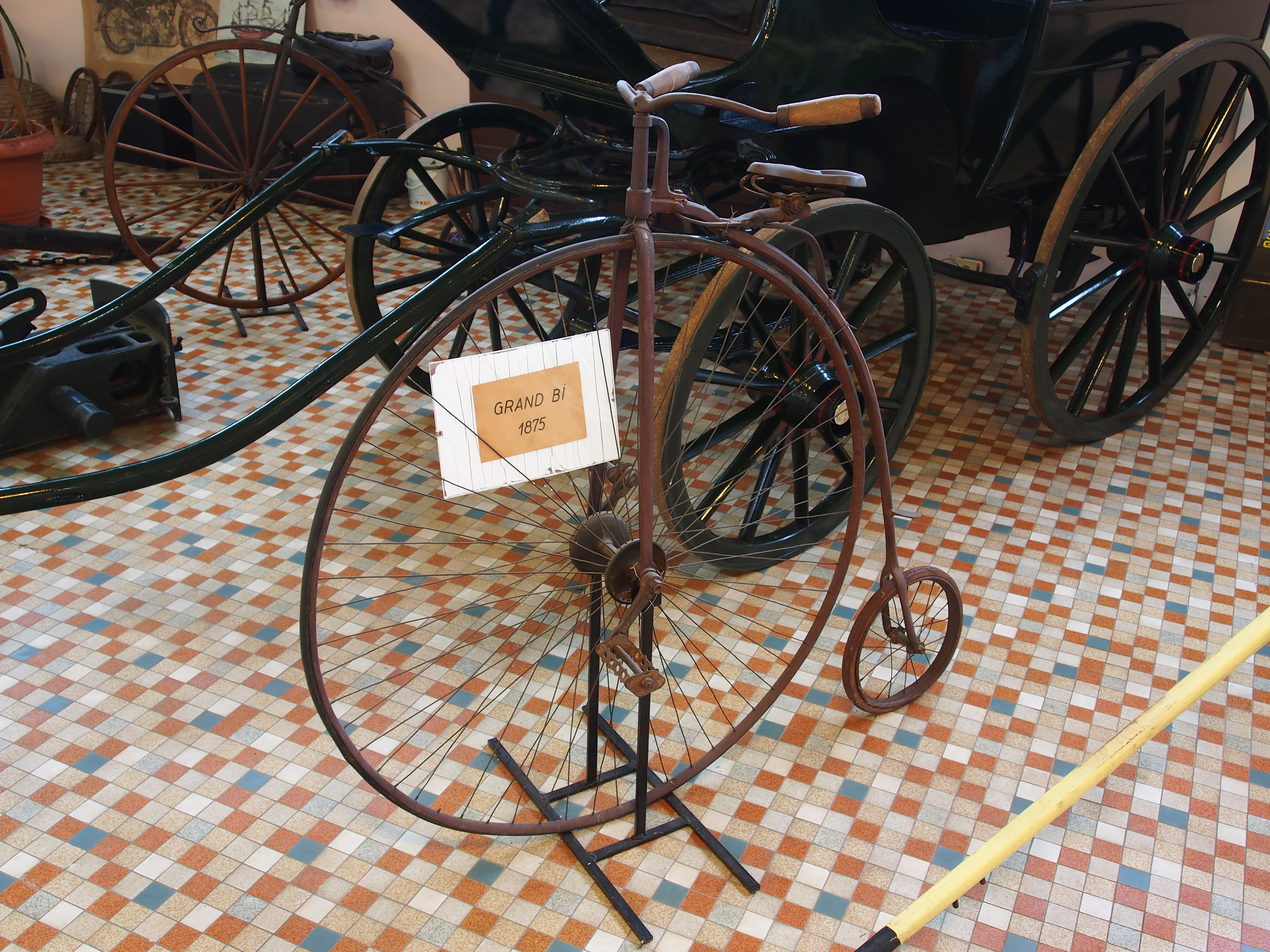
Grand Bi (1875).
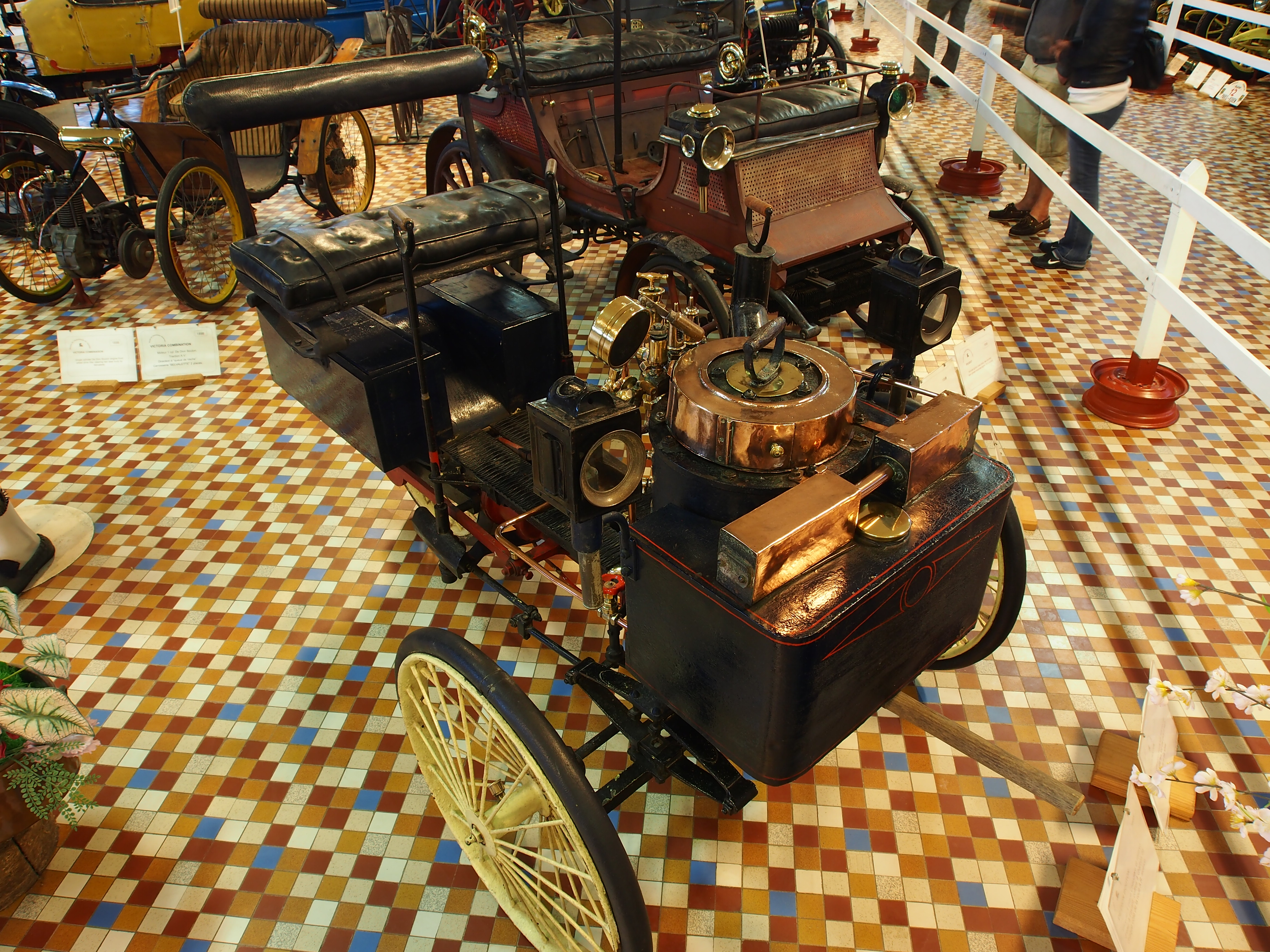
Tricycle De Dion Bouton (1885).
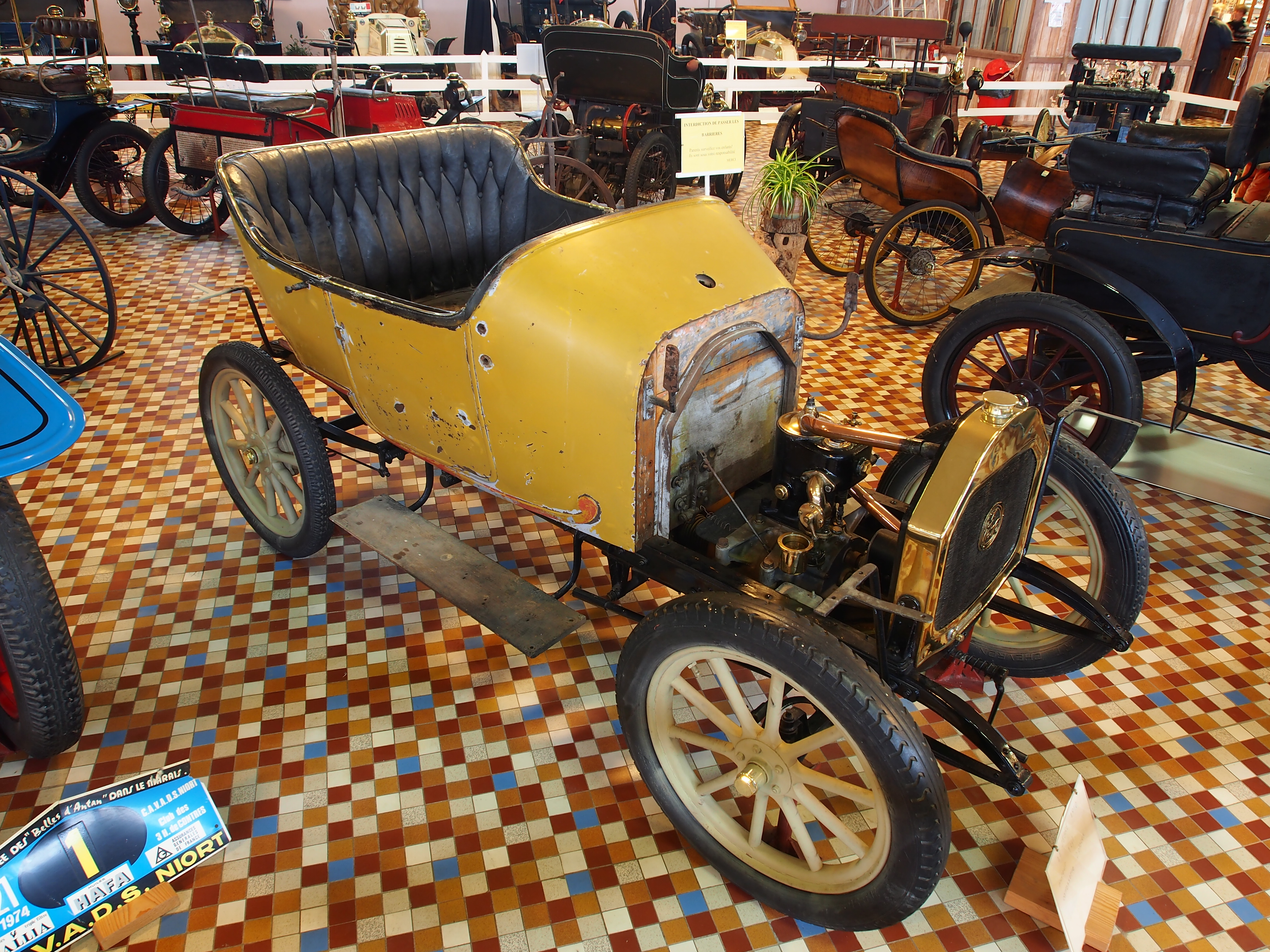
Le Zebre, 1 cylindre (1910).
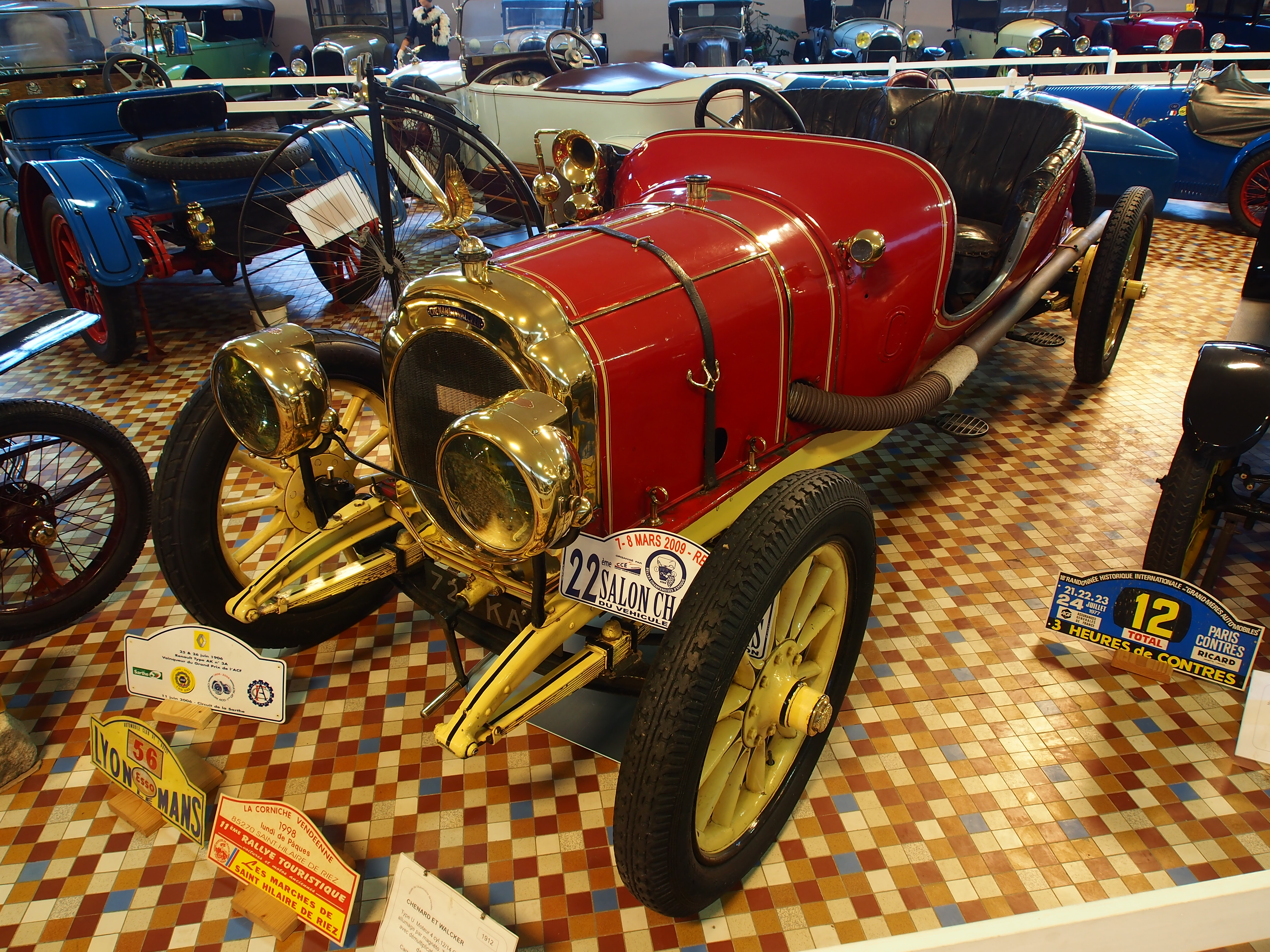
Chenard & Walker type U (1912).
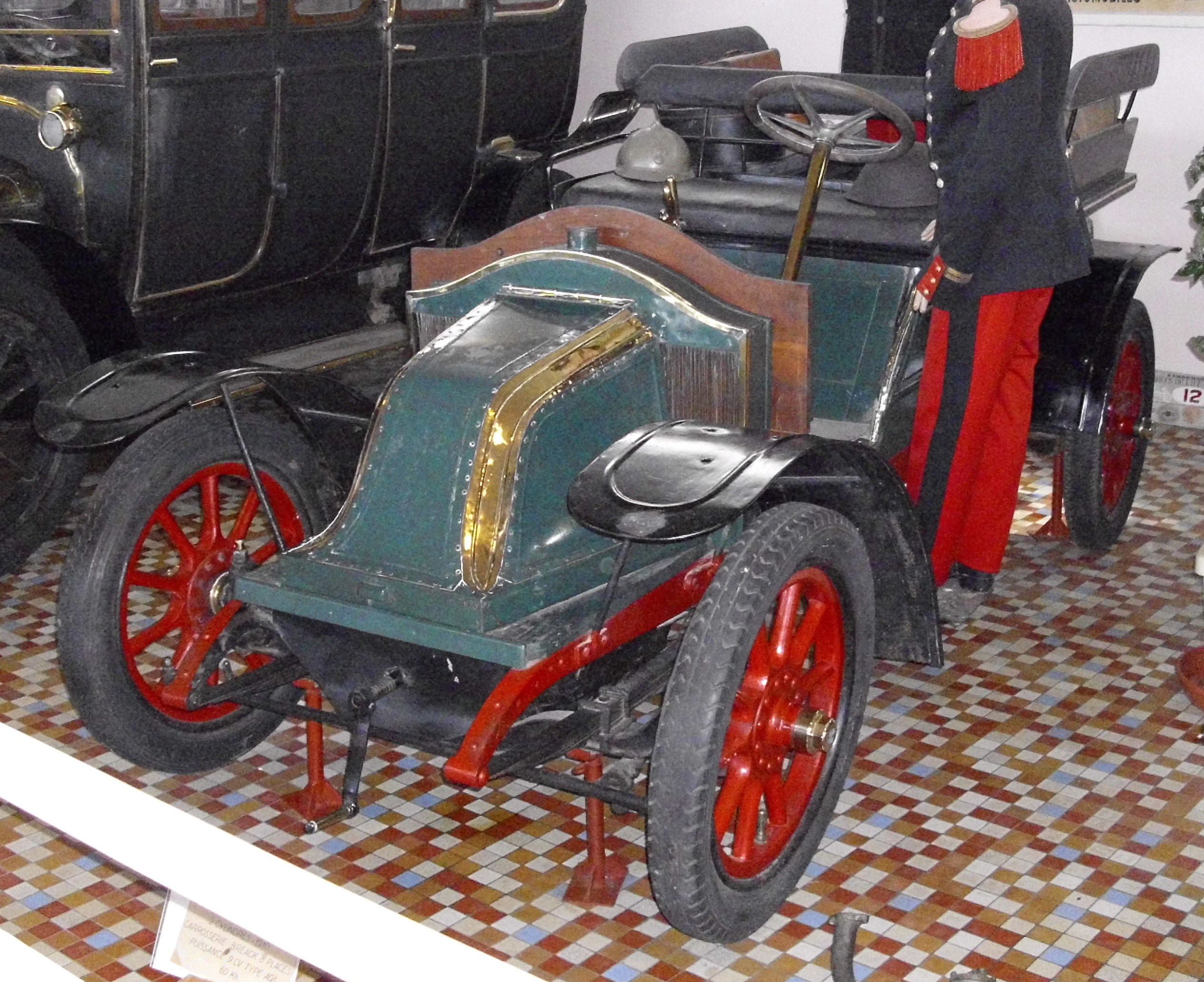
Renault Type AG-1 Break (1910).

### Véhicules de 1920 à 1940

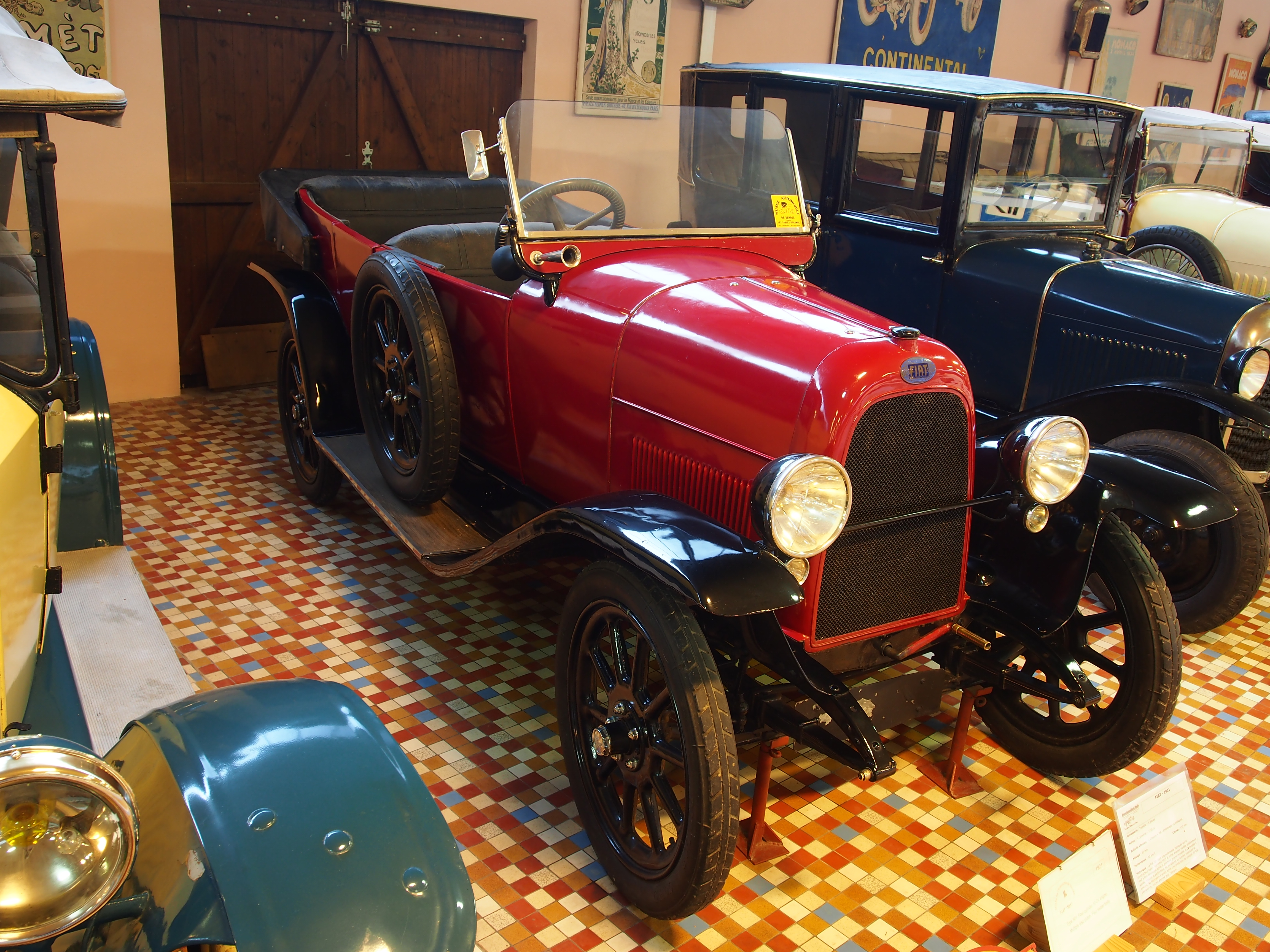
Fiat 501 Torpedo 10CV (1921).
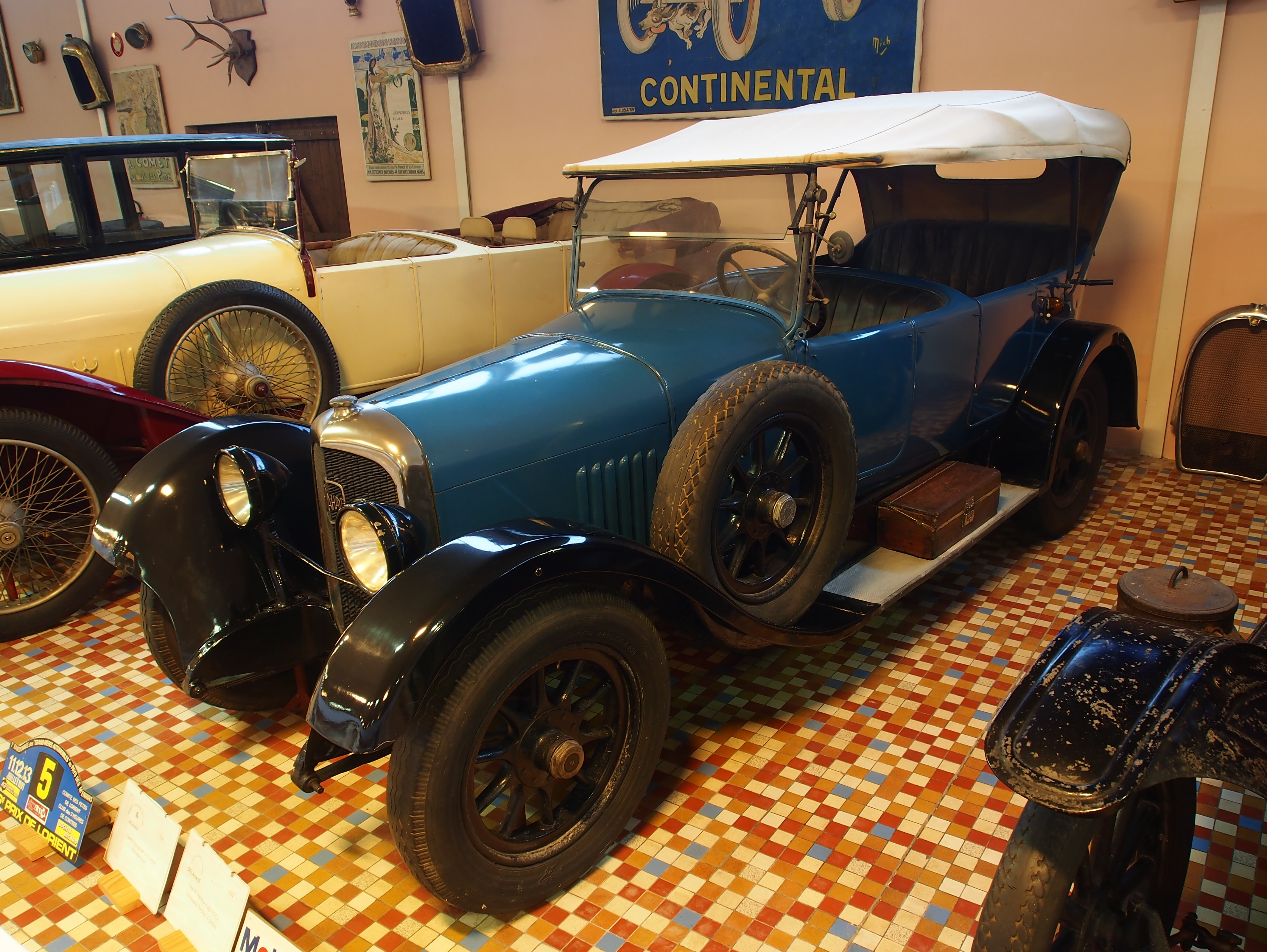
Delahaye 87 torpédo 4 places (1922).
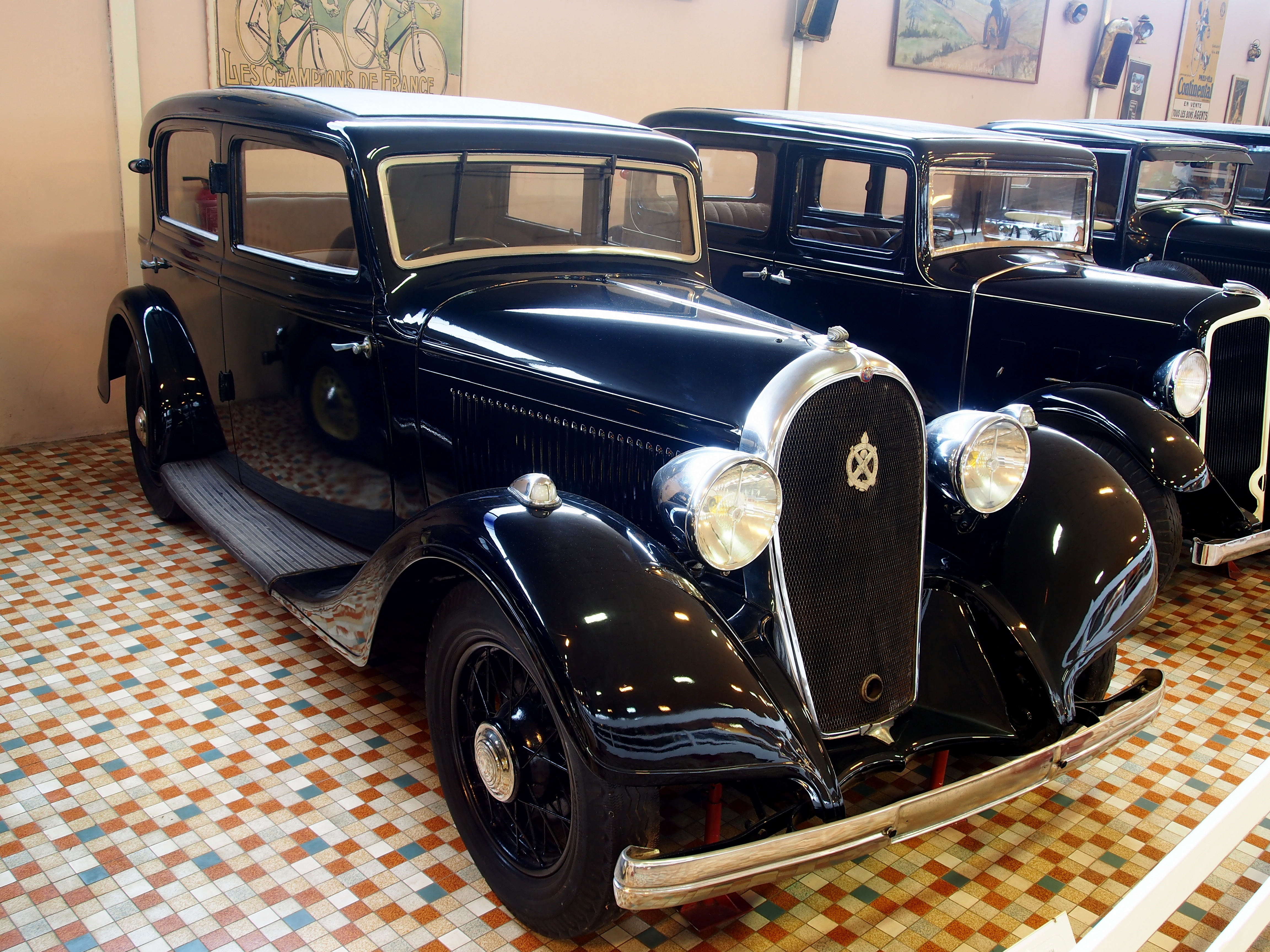
Hotchkiss 411 (1934).
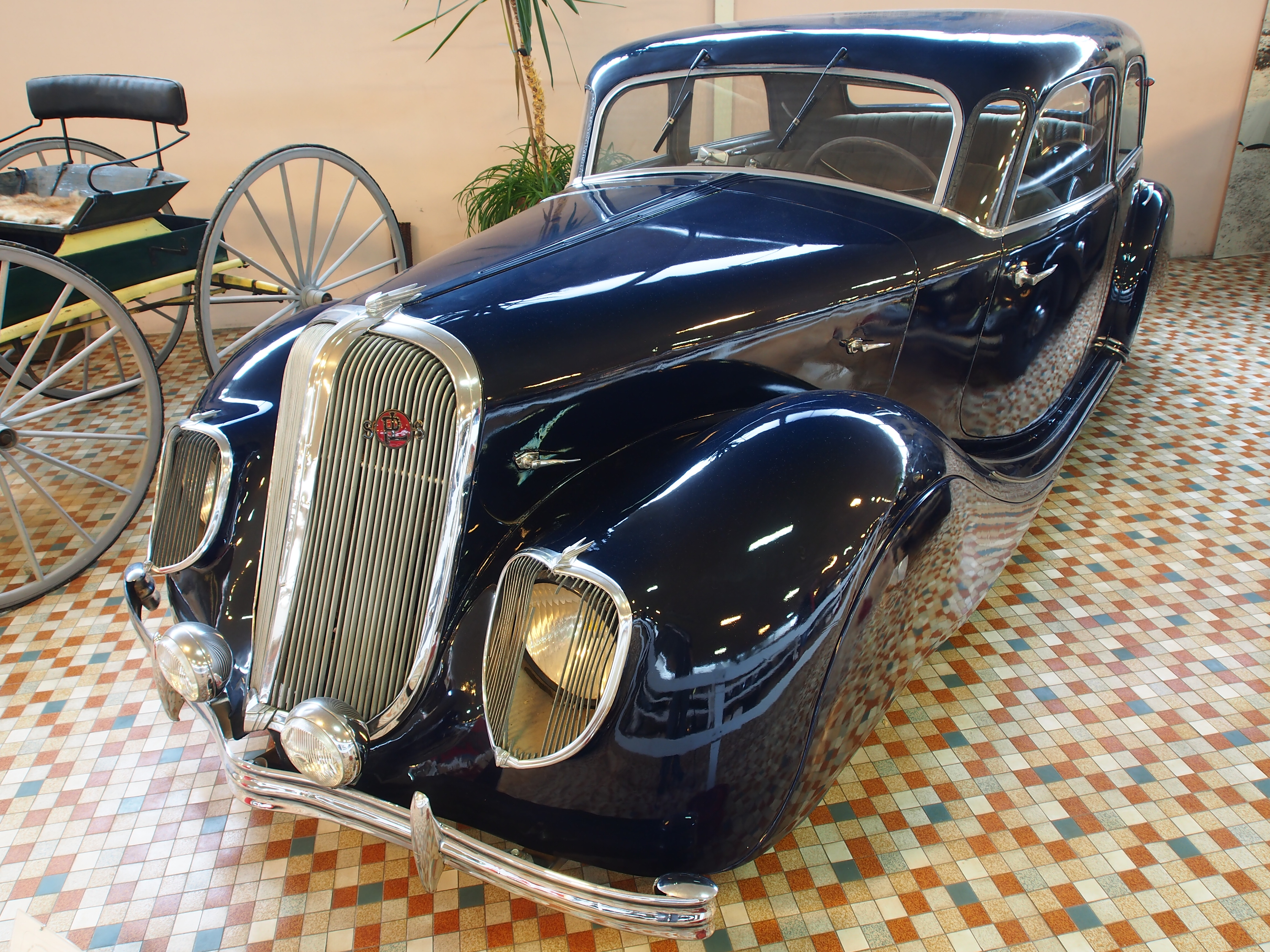
Panhard X77 Dynamic (1936).
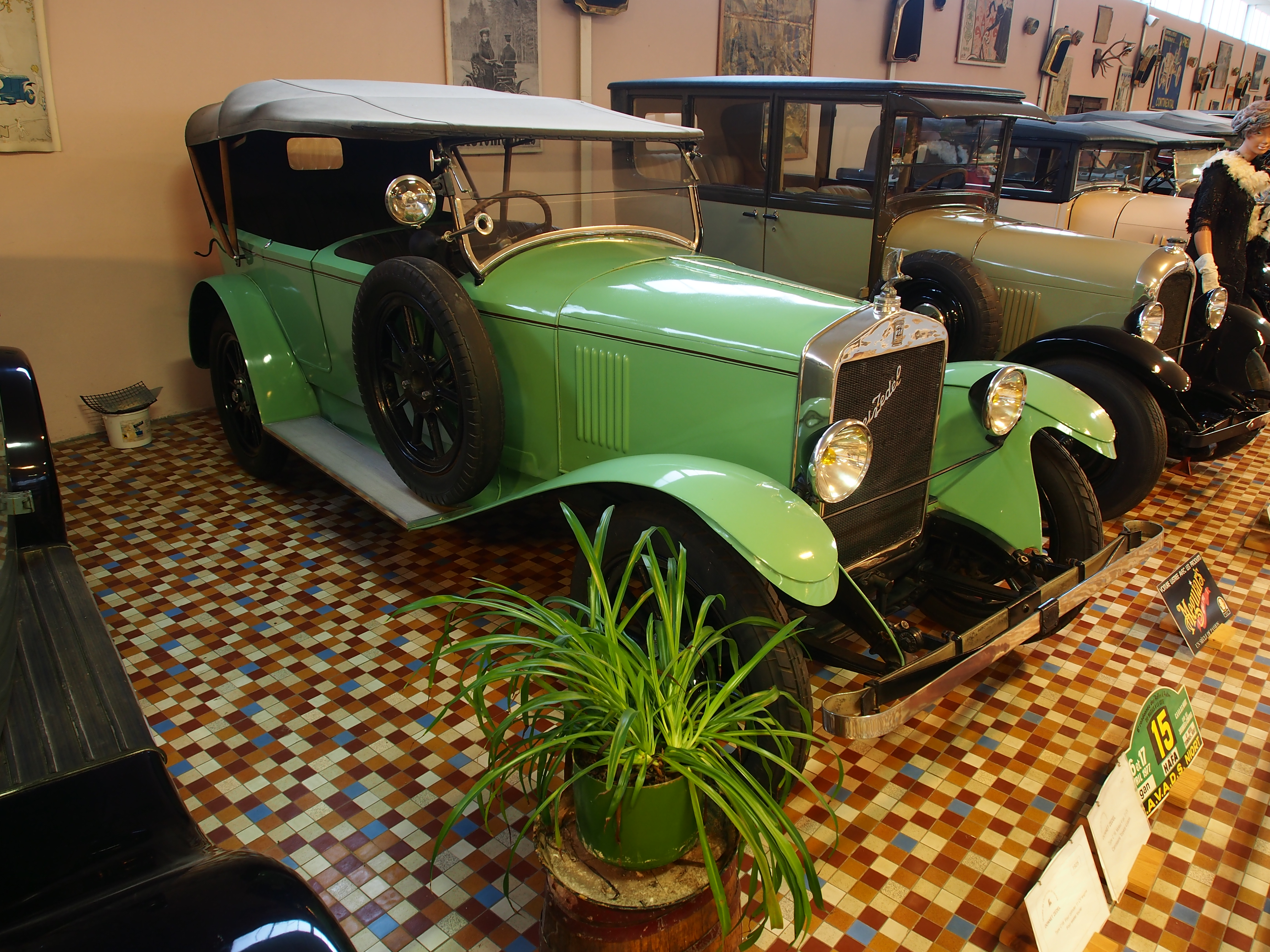
Donnet Zedel C16 (1925).

### Véhicules de 1940 à 1960

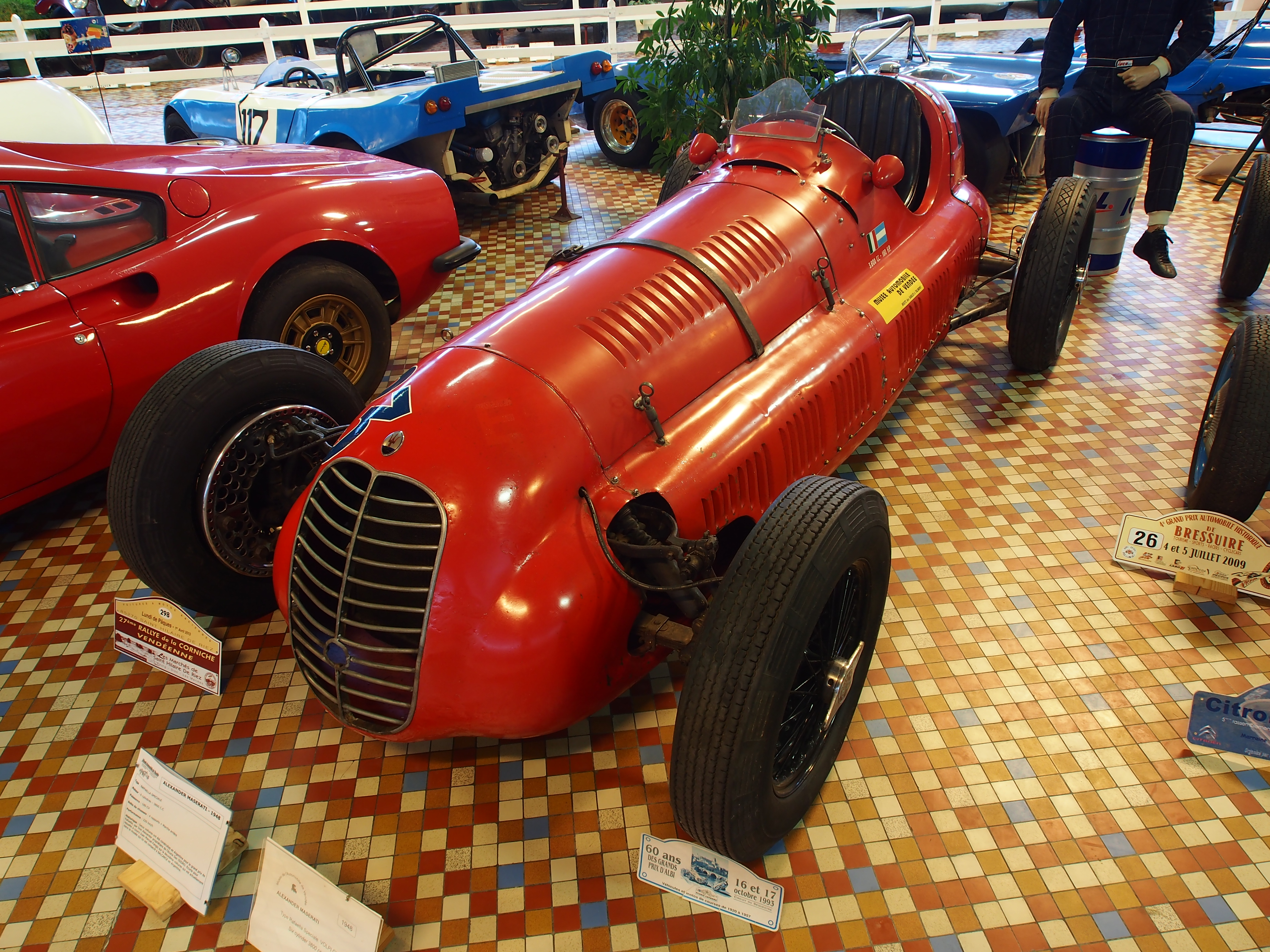
Alexander Maserati Raffaella Speciale (1948).
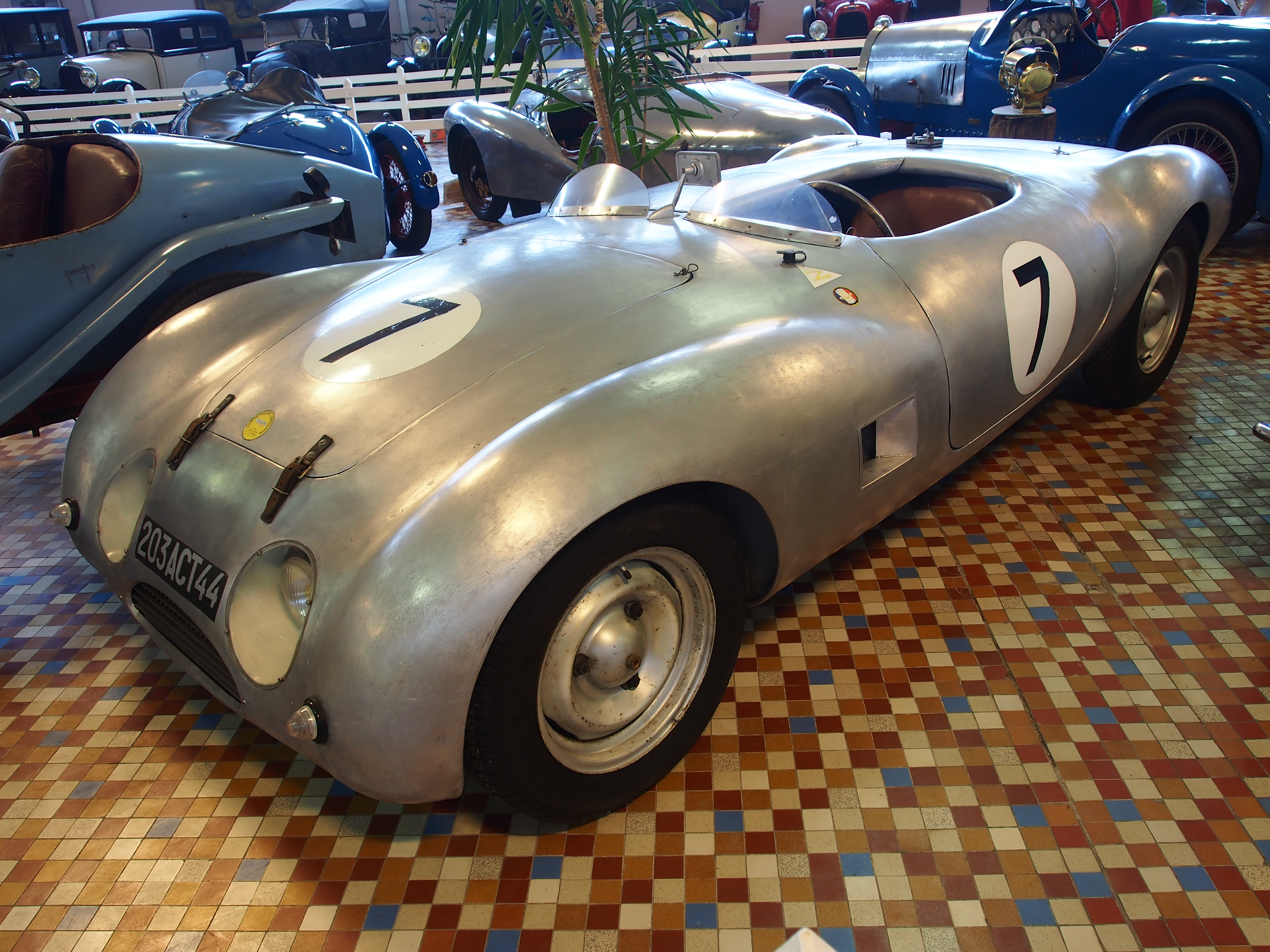
Peugeot 203 Barquette Spéciale (1954).
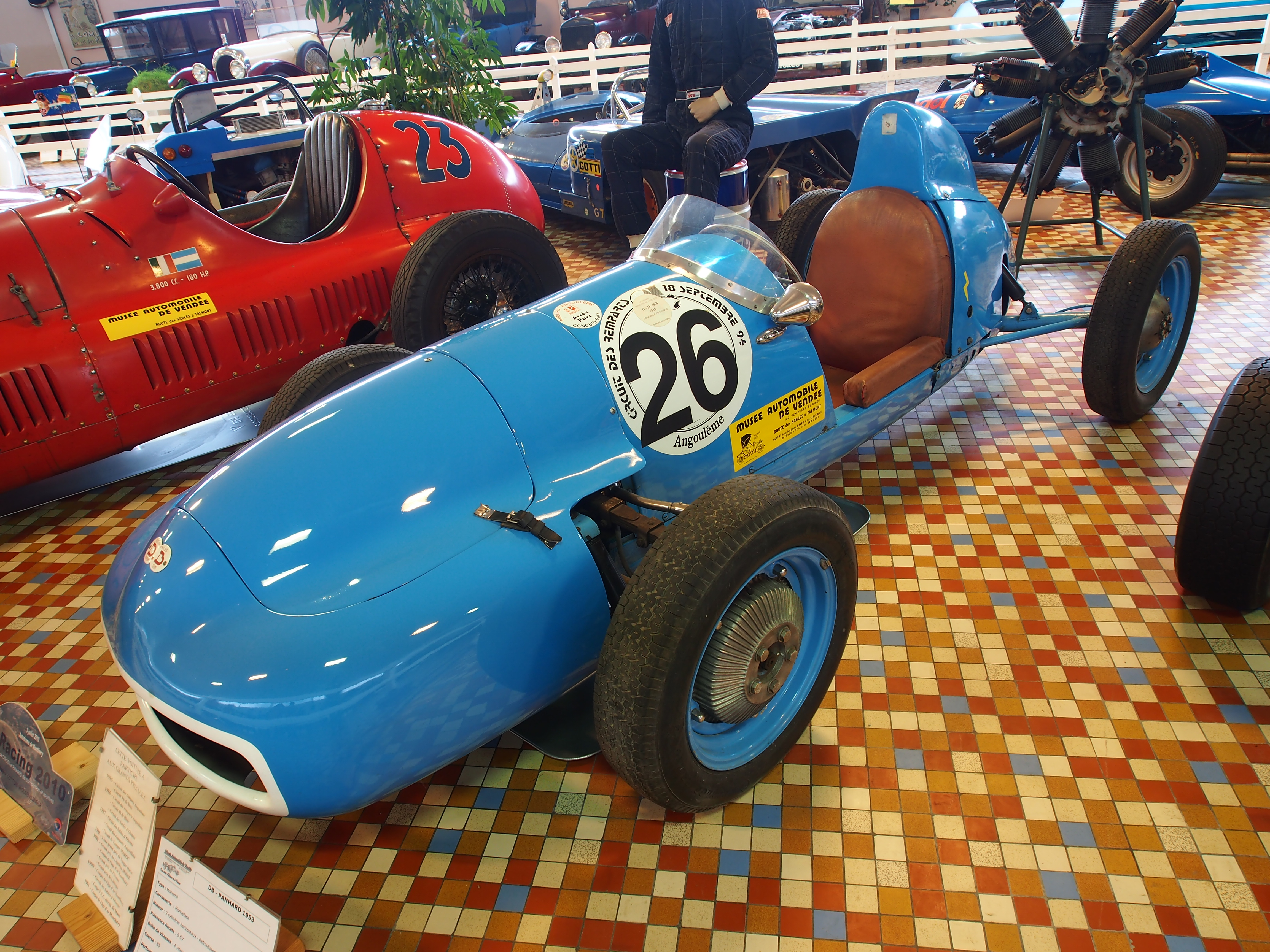
DB - Panhard Monomil (1953).
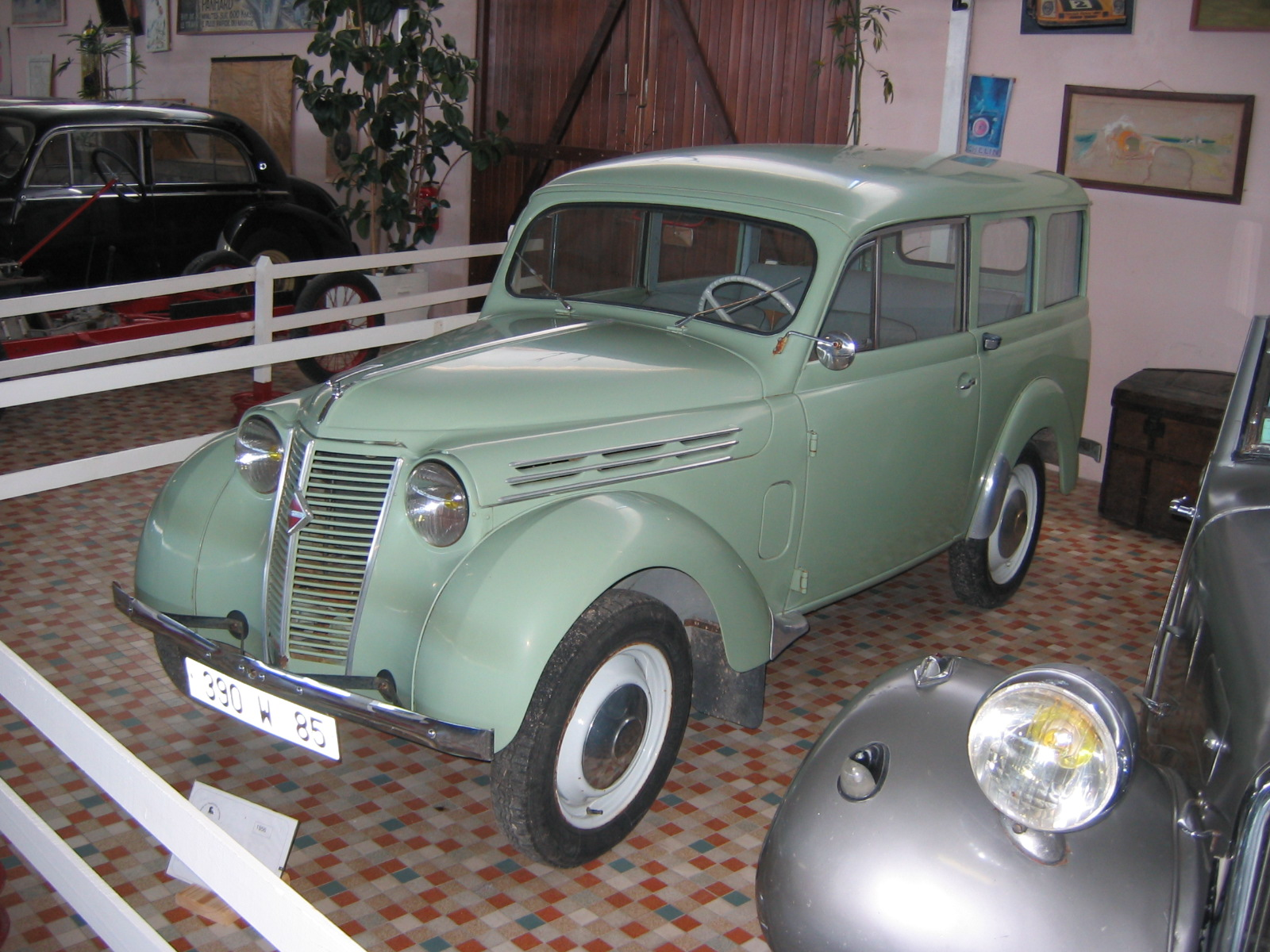
Renault dauphinoise (1957).
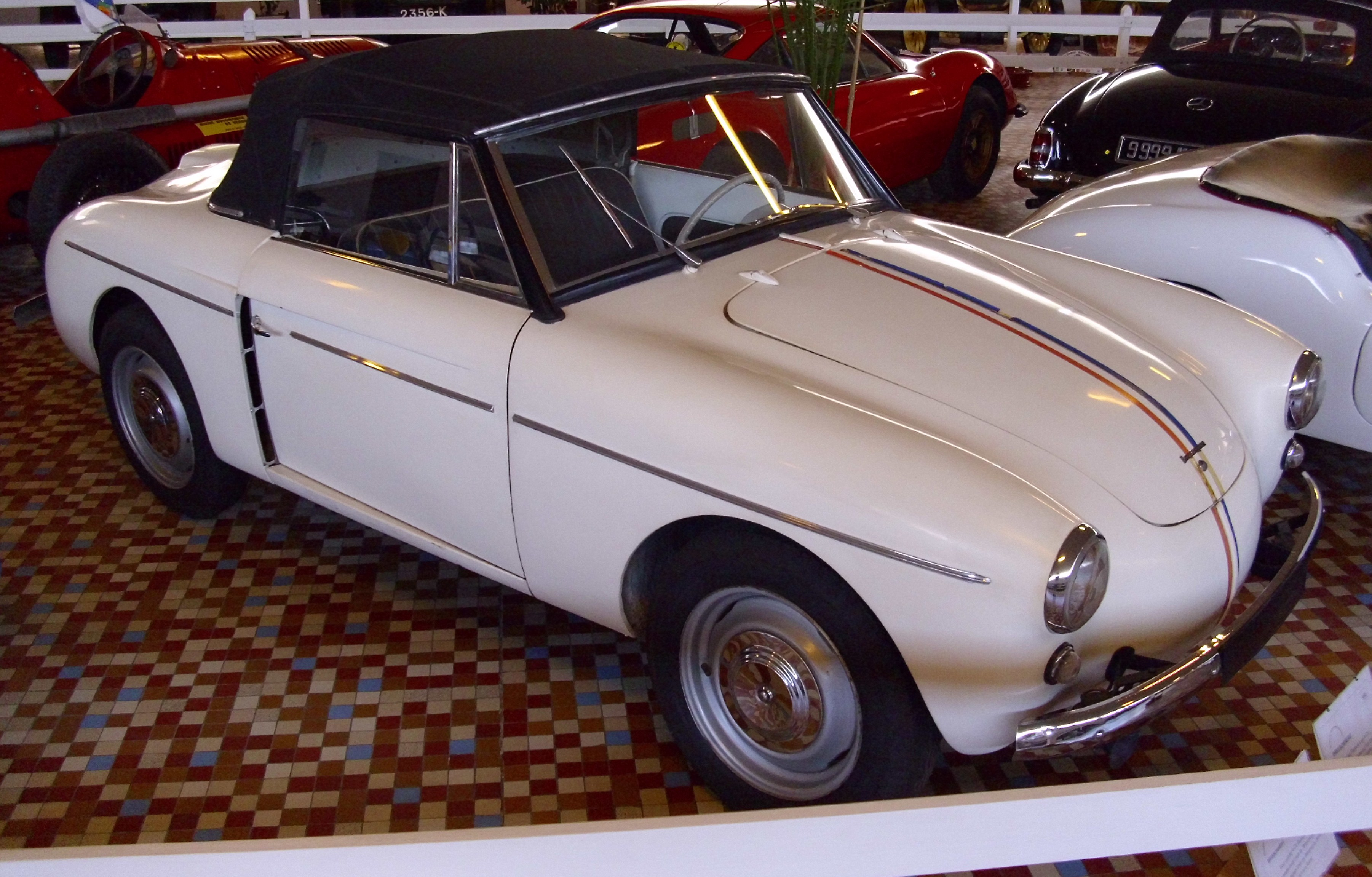
Brissonneau (1956)

### Véhicules de 1960 à 2000

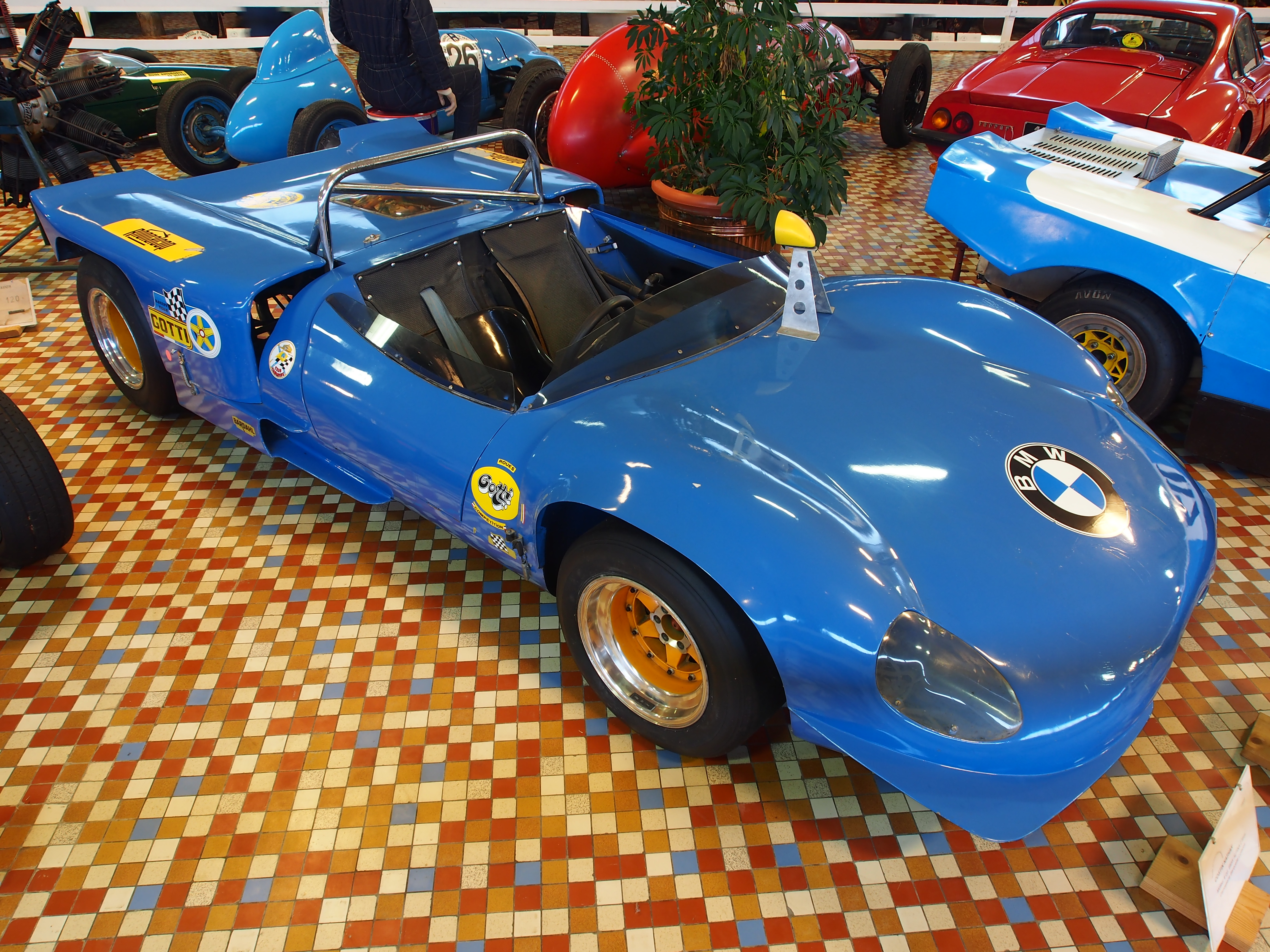
Costin Nathan BMW Alpina Barquette (1968)
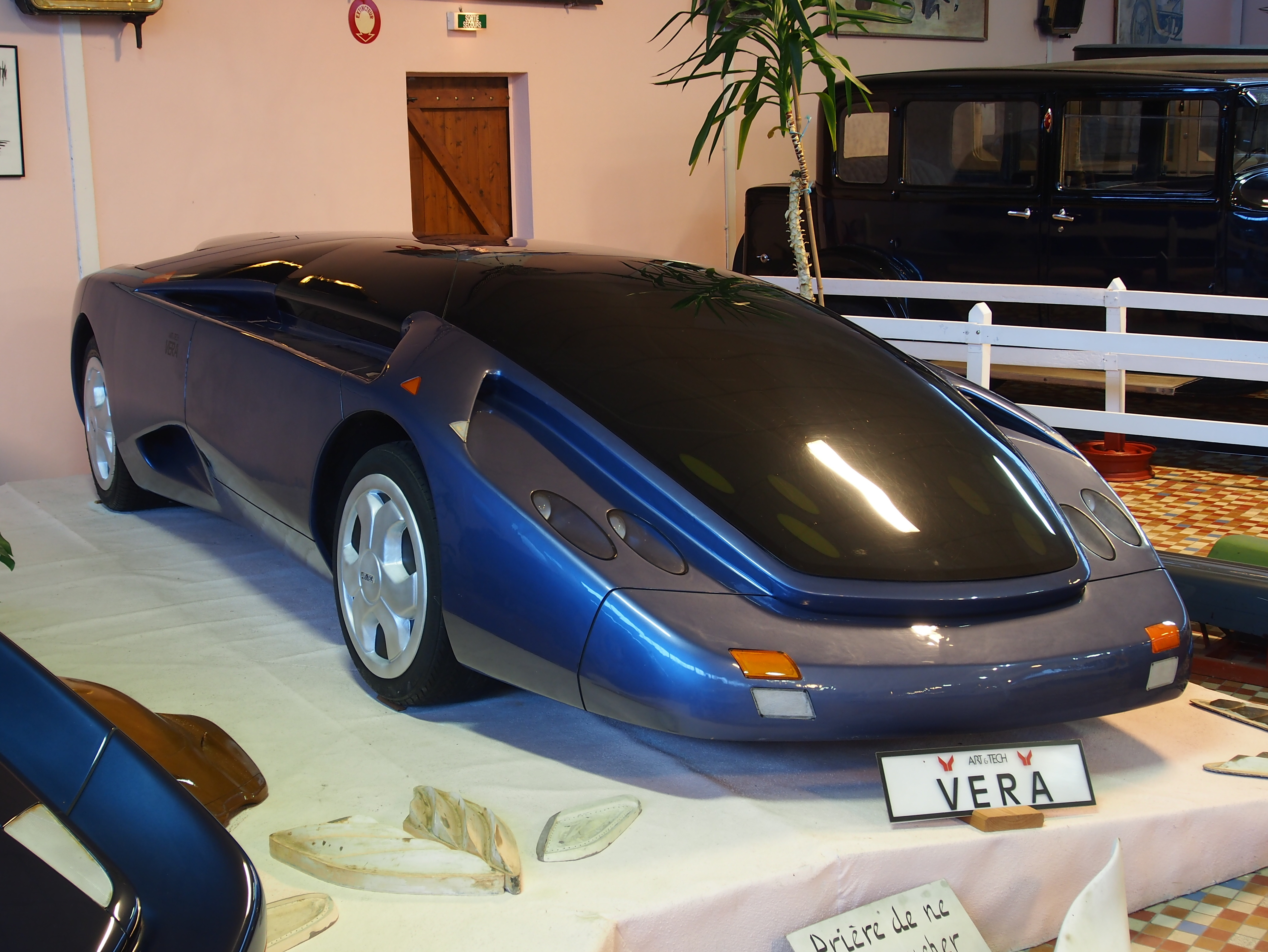
Concept car Art & Tech VERA.
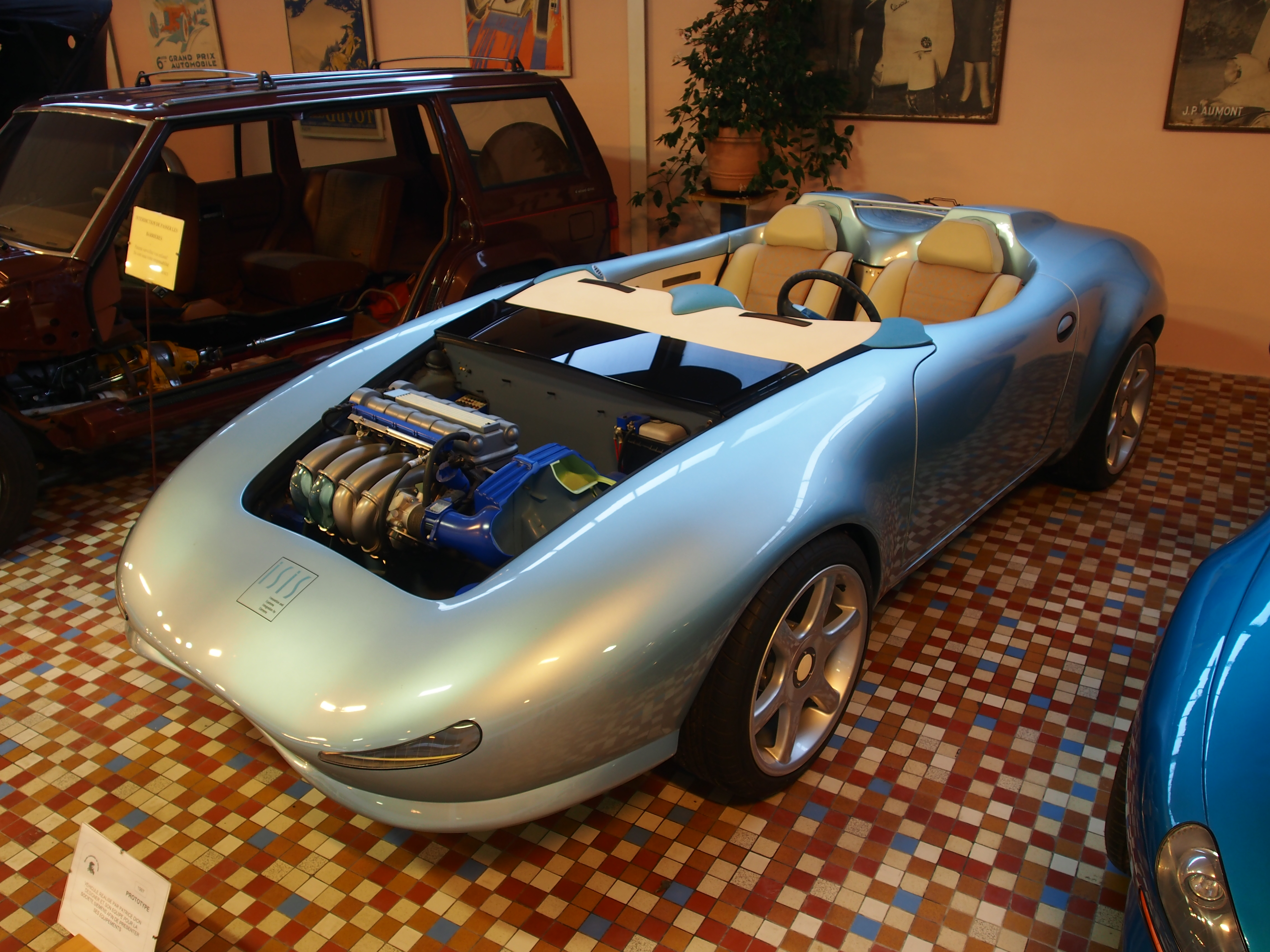
Patrice Dion - Siemens concept car ISIS (1997).
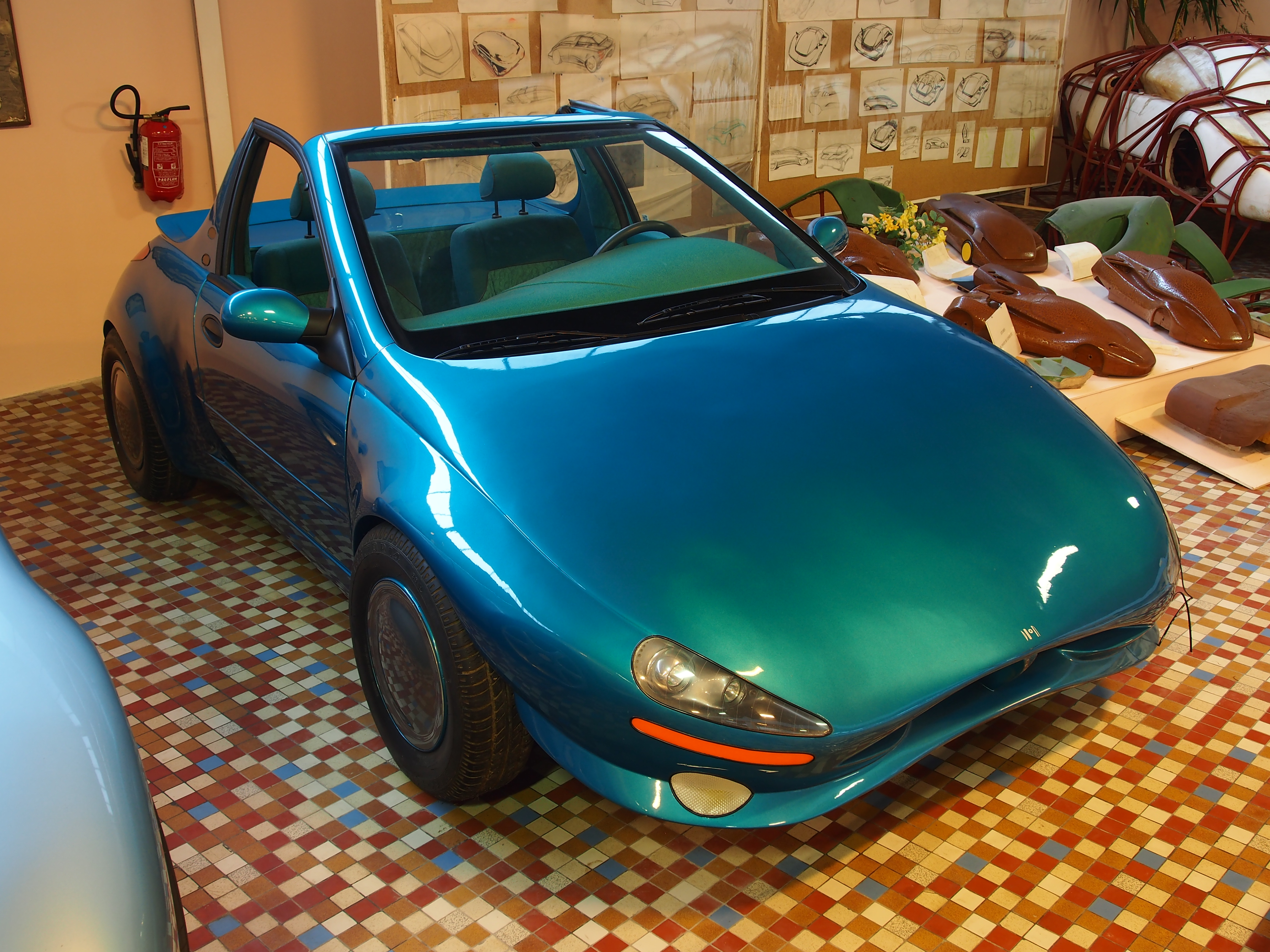
Concept car Duon Peugeot.
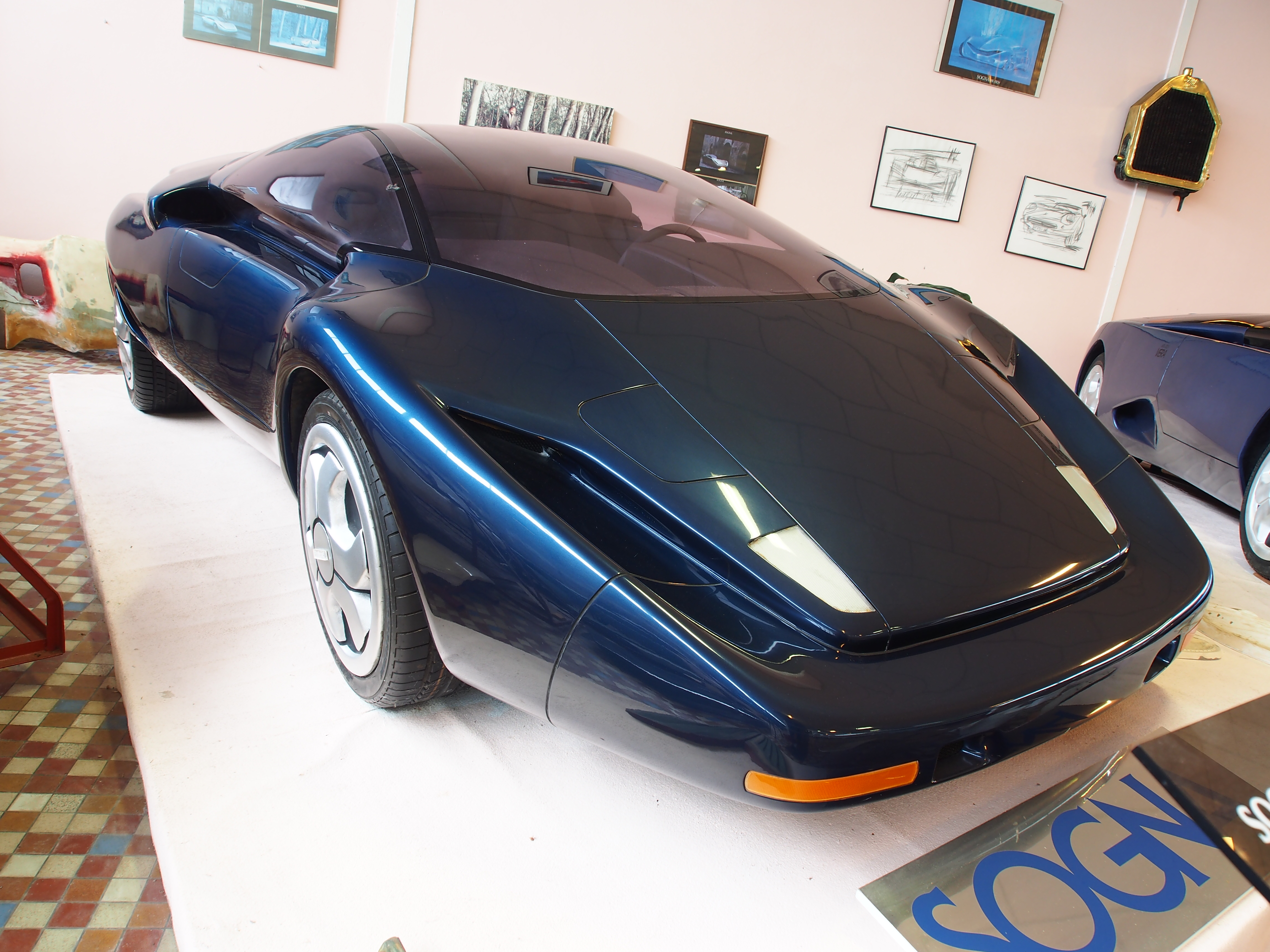
Sogna V12 5000 cc 450 ch.

### Autres objets liés à l'automobile
Le musée présente une reconstitution du premier garage (1929) de Gaston Giron à Saint-Pierre-du-Chemin.

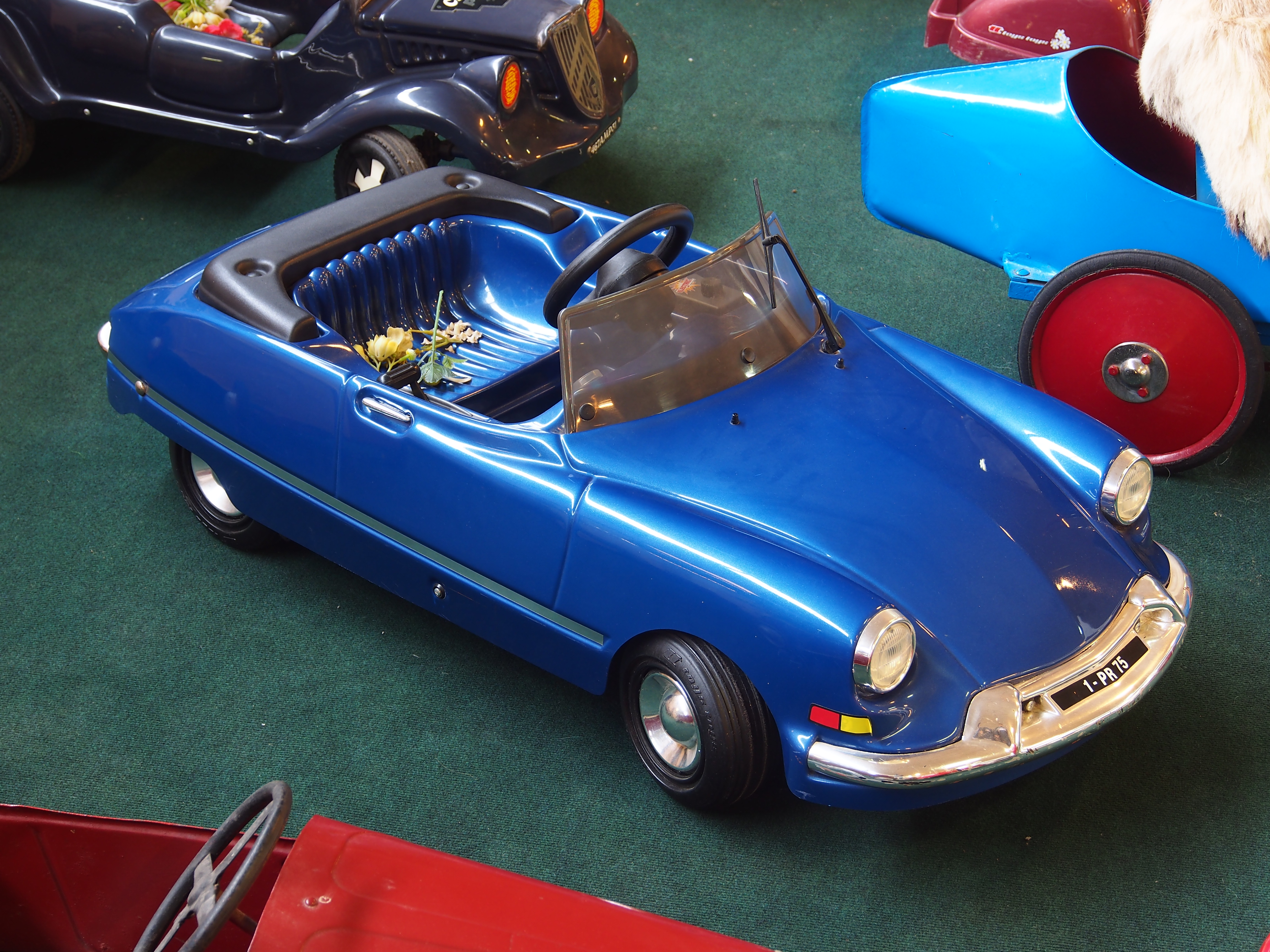
Voiture à pédales.
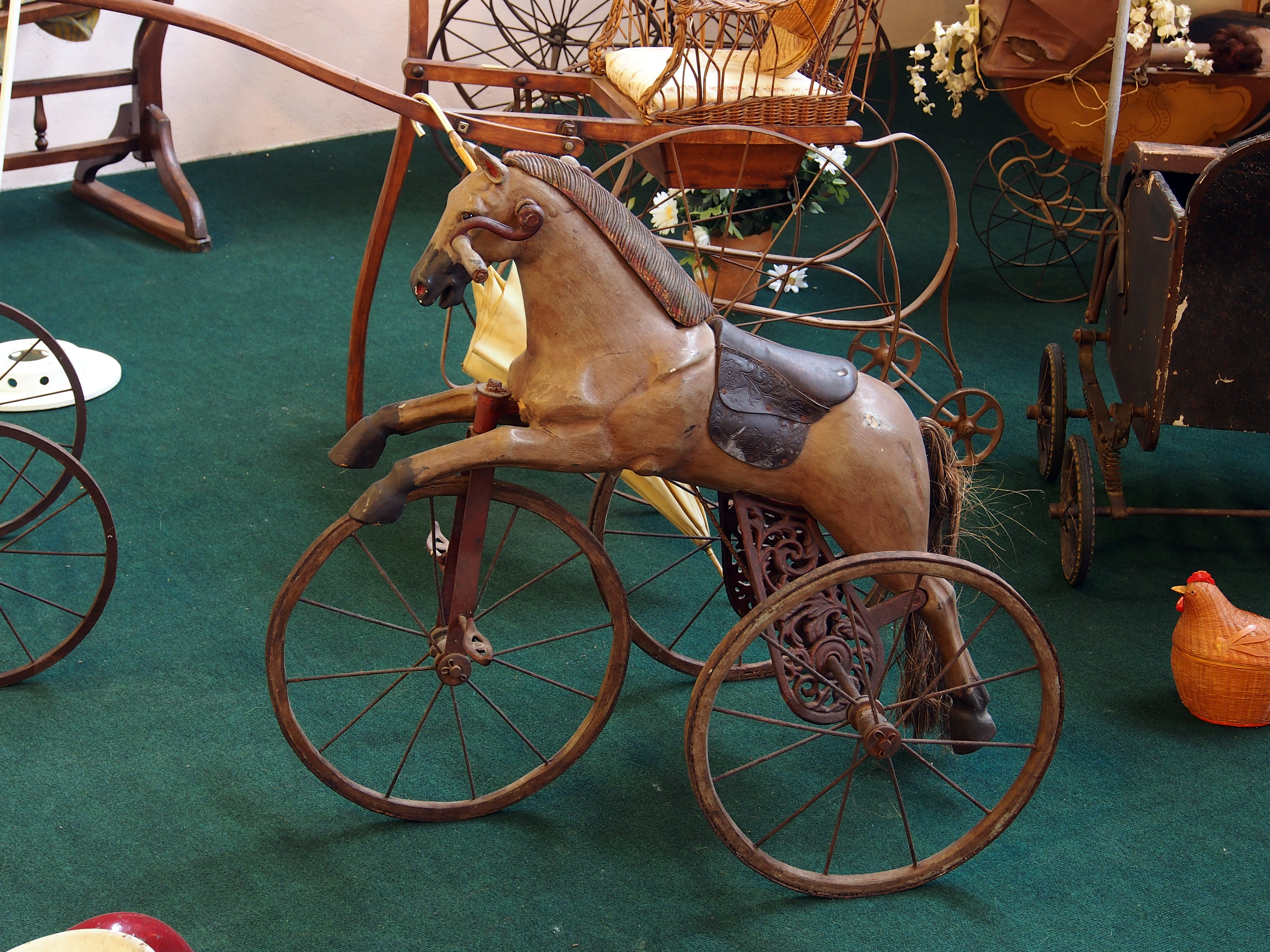
Tricycle d'enfant.
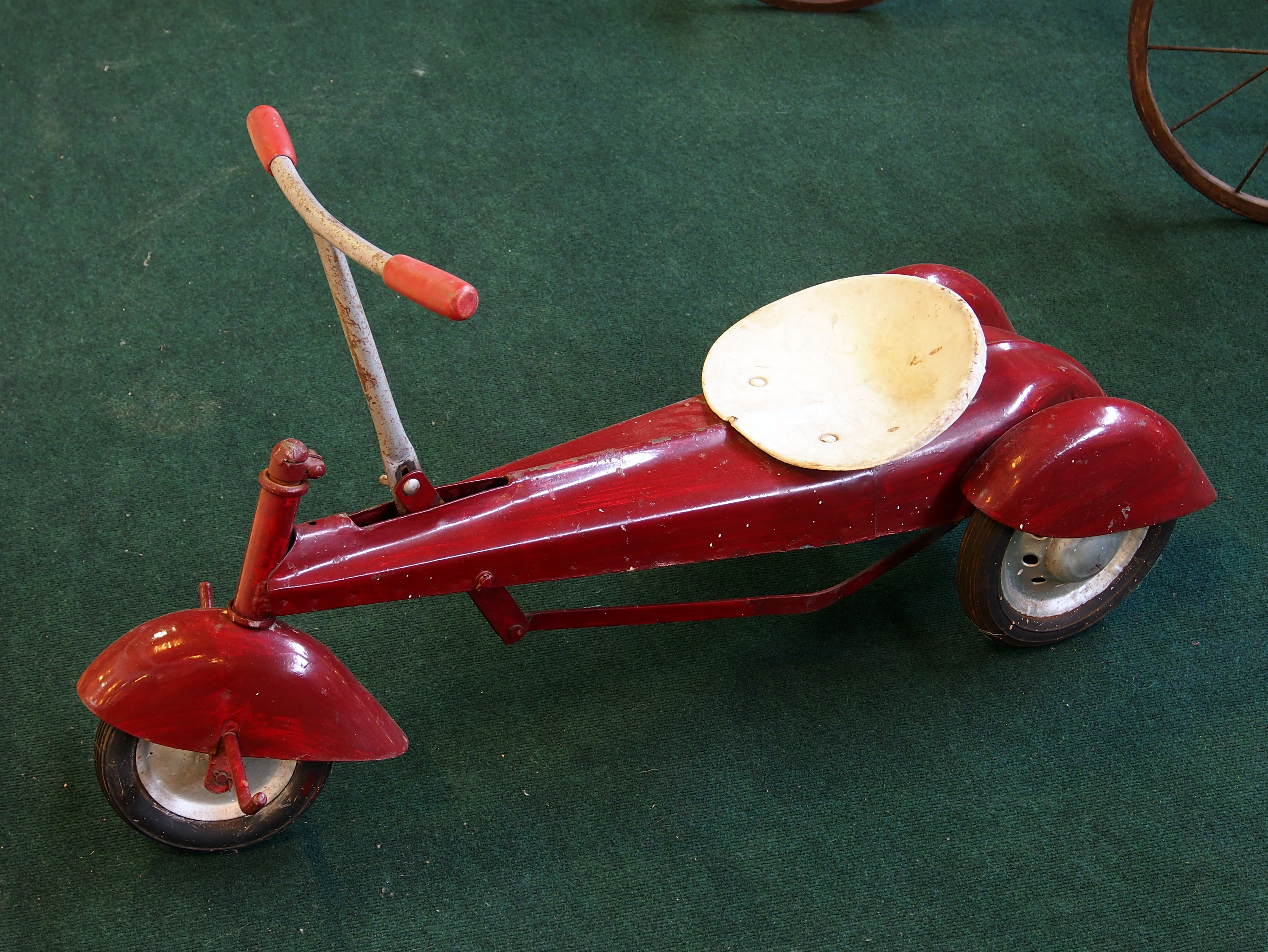
Tricycle d'enfant.
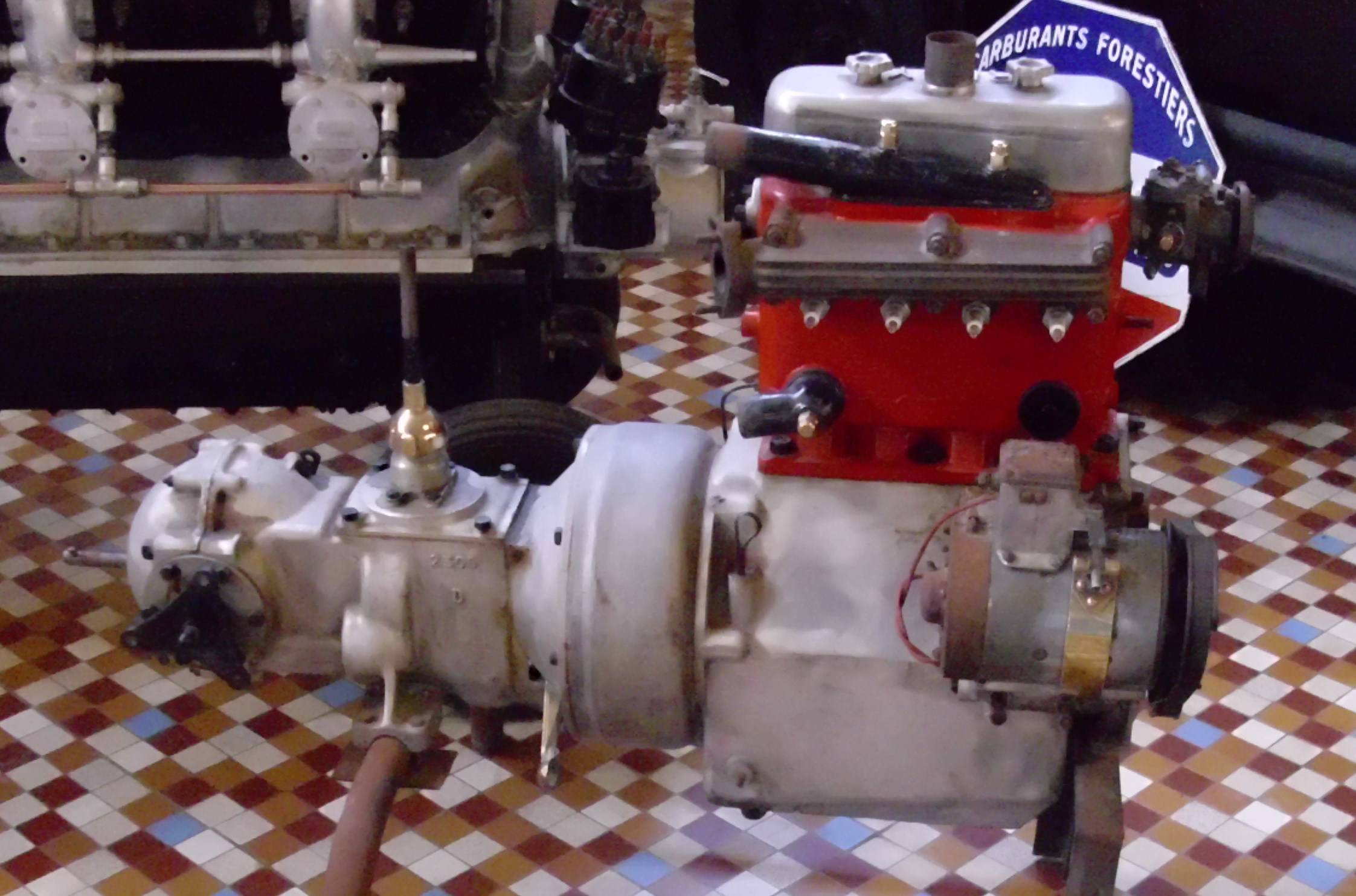
Moteur Ruby.
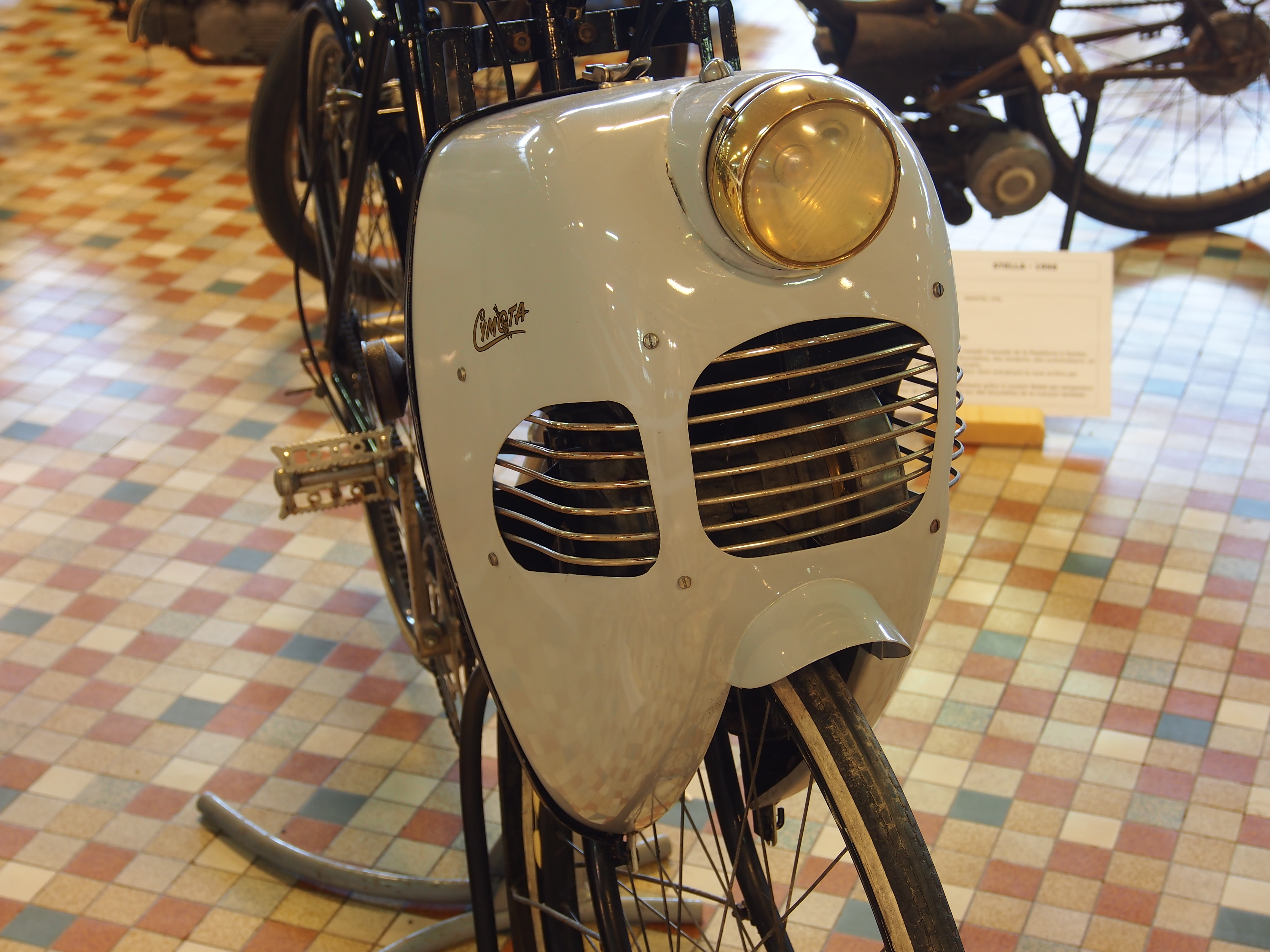
Cymota à galet (avant 1950).